# Vertretung des Freistaates Bayern bei der Europäischen Union
Die Vertretung des Freistaates Bayern bei der Europäischen Union ist eine Abteilung der Bayerischen Staatskanzlei zur Unterstützung des Bayerischen Staatsministers für Europaangelegenheiten und Internationales bei der Ausübung seiner Aufgaben und zur Repräsentanz Bayerns bei der Europäischen Union. Die Bayerische Vertretung befindet sich in der Rue Wiertz 77, im EU-Viertel von Brüssel (Belgien) im renovierten Gebäude des ehemaligen Institut Pasteur.

## Behörde
Als Abteilung der Staatskanzlei gehört die Vertretung zur Zuständigkeit von Eric Beißwenger in seiner Eigenschaft als Bayerischer Staatsminister für Europaangelegenheiten und Internationales.
In der Bayerischen Vertretung sind alle Staatsministerien der Bayerischen Staatsregierung durch so genannte „Spiegelreferate“ repräsentiert.
Im Oktober 2010 wurde in der Bayerischen Vertretung zusätzlich ein Verbindungsbüro des Bayerischen Landtags eingerichtet.

### Leiter
- 1988–1995: Hubert Hierl[2]
- 1995–2001: Hubertus Deßloch
- 2001–2006: Edeltraud Böhm-Amtmann
- 2006–2007: Karolina Gernbauer
- 2007–2010: Heidrun Piwernetz
- 2010–2013: Angelika Schlunck
- 2014–2016: Michael Hinterdobler
- 2016–2023: Barbara Schretter
- 2023–2025: Michael Hinterdobler
- seit 2025: Armin Hartmuth

## Aufgaben
Die Vertretung des Freistaates Bayern bei der EU unterstützt den Bayerischen Staatsminister für Europaangelegenheiten und Internationales bei der Erfüllung seiner Aufgaben auf Europaebene. Dies geschieht durch:
- Informationsvermittlung an die Staatsregierung, den Landtag, die Verwaltung, bayerische Unternehmen und Bürger über die aktuellen Vorgänge bei der EU
- Einflussnahme auf politische Willensbildung der EU
- Präsentation der bayerischen Traditionen und der bayerischen Kultur im Ausland
- Beratung und Unterstützung bei der Kontaktaufnahme mit EU-Stellen
- Zusammenarbeit mit anderen Europäischen Institutionen[3]

Die Bayerische Vertretung richtet jährlich ca. 300 Veranstaltungen aus zu politischen, wirtschaftlichen oder kulturellen Themen mit Bayern-Bezug und empfängt ca. 12.000 Besucher pro Jahr. Über aktuelle politische Themen informiert die Vertretung in dem zweiwöchentlich erscheinenden Europabericht auf ihrer Webseite.

## Geschichte
Eine erste Repräsentanz Bayerns in Brüssel war die 1824 gegründete Bayerische Gesandtschaft. Die Gesandtschaft Bayerns in Belgien wurde 1914 aufgelöst.
Als Vorläufer der heutigen Vertretung kann das 1987 eingerichtete „Brüsseler Informationsbüro“ angesehen werden. 1994 hieß es bereits „Vertretung des Freistaates Bayern bei der Europäischen Union“ und 2004 erfolgte der Umzug in die aktuellen Räumlichkeiten, in die renovierten Gebäude des ehemaligen Institut Pasteur (bis 1986) gegenüber dem EU-Parlament. Den Umbau gestaltete Mathias Pfeil
Das Institut Pasteur Brüssel, ursprünglich Institut Antirabique et Bactériologique du Brabant, wurde 1900 vom Provinzrat Brabant gegründet. Der vom Institut Pasteur Paris kommende Nobelpreisträger Jules Bordet war dort erster Institutsleiter. Ab dem 1. Januar 1995 war es dem belgischen Bundesministerium für Soziales, Gesundheit und Umwelt unterstellt. 1996 fusionierte es mit dem Wissenschaftlichen Institut für Volksgesundheit.

## Gebäude
Die Bayerische Vertretung liegt gegenüber dem EU-Parlament am Rande des Park Leopold. Der Gebäudekomplex besteht aus drei Gebäuden: dem „Institut“, der „Villa“ und dem „Marstall“, umfasst eine Grundfläche von 5500 Quadratmetern und eine Nutzfläche von 2.000 Quadratmetern. Erbaut wurde es 1903 als mikrobiologische Forschungseinrichtung des Institut Pasteur, das vom späteren Nobelpreisträger Jules Bordet zur Forschung in den Bereichen Immunologie und Bakteriologie genutzt wurde. Ab 1940 leitete sein Sohn, Paul Bordet, die Einrichtung, die bis 1987 in diesem Gebäude blieb. Im Jahre 2001 kaufte der Freistaat Bayern das Grundstück für 29,4 Millionen Euro und führte umfassende Sanierungen durch. Geplant wurde die Sanierung durch das Ingenieurbüro Uwe Schreier Würzburg, die Umbauten wurden vom Architekturbüro Archi+I, Cerau aus Brüssel übernommen, wofür es für den MIPIM Award 2005 in der Kategorie „Renovierte Bürogebäude“ eine Nominierung gab. Als „Finder und Erfinder“ des Umbauprojektes gilt Reinhold Bocklet.
2004 bezog die Vertretung des Freistaates Bayern die sanierten Gebäude.
Durch die prunkvolle, schlossähnliche Bauweise wurde die Bayerische Vertretung anfangs spöttisch auch als „Schloss Neuwahnstein“ bezeichnet. Aus Brüssler Diplomatenkreisen wird aber auch die Einschätzung zitiert, „dass die Bayern die beliebteste Vertretung in Brüssel betreiben“.

### Institut

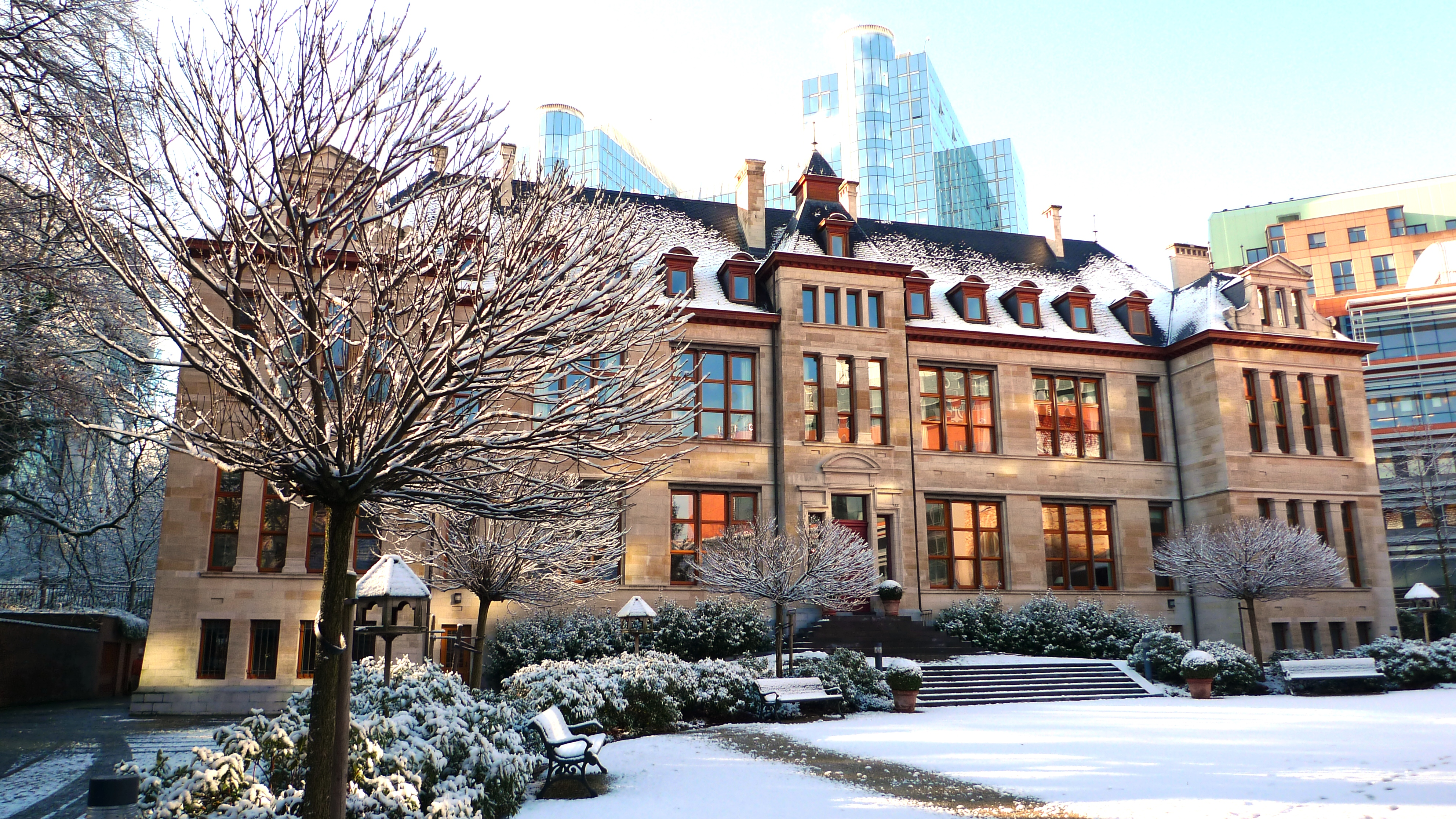
Das Institutsgebäude der Bayerischen Vertretung bei der EU im Dezember 2010.

Das Institut-Gebäude wurde im Jahre 1903 im Stil des Historismus erbaut und beherbergte bis 1987 die Labors der mikrobiologischen Forschungseinrichtung des Institut Pasteur. Seit dem Umbau beherbergt das Gebäude die repräsentativen Räume des Ministerpräsidenten, des Europaministers, der Leitung der Vertretung, Konferenz- und Büroräume sowie eine Weinstube.

### Villa

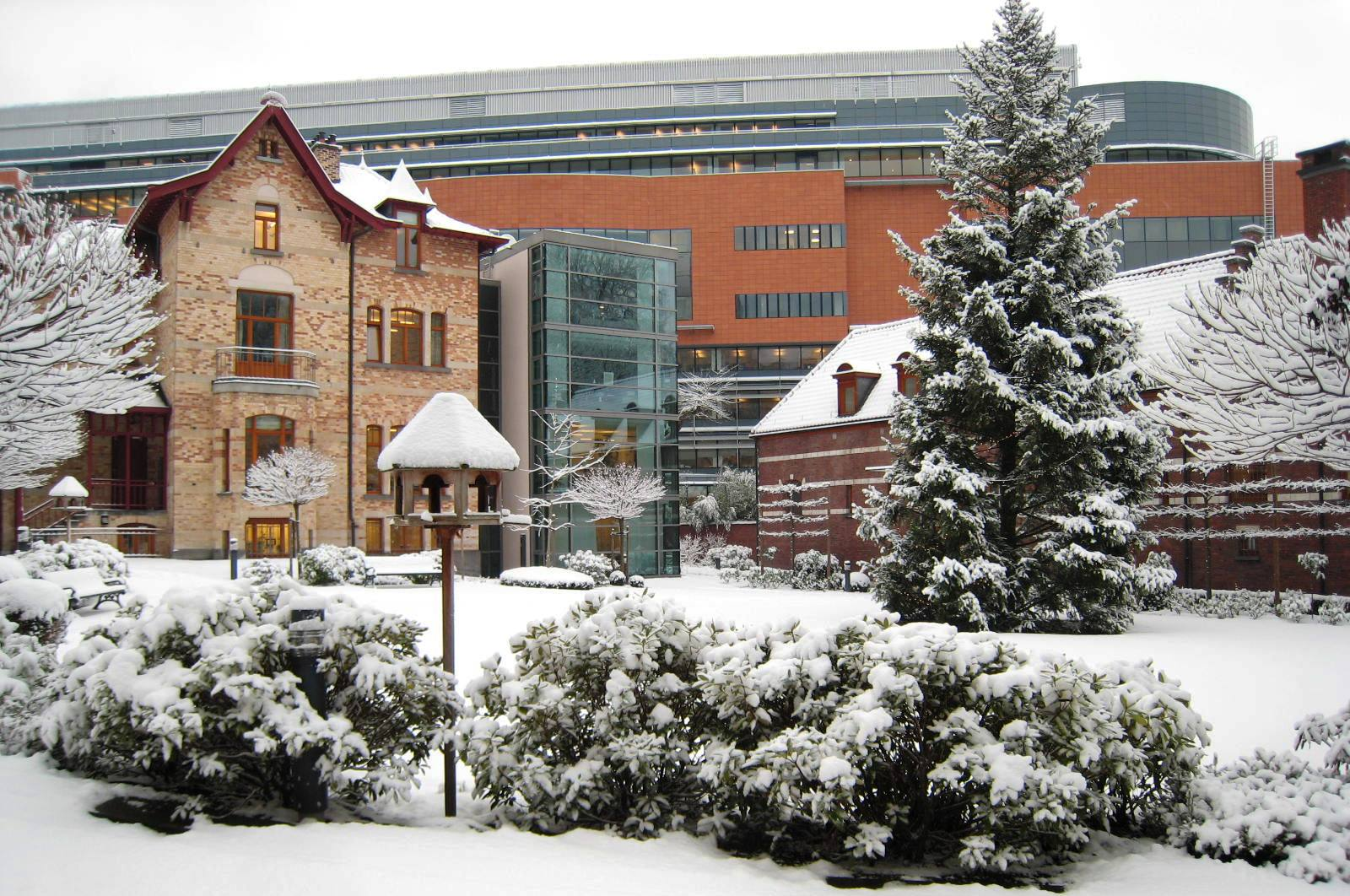
Die Gebäude „Villa“ (links) und „Marstall“ der Bayerischen Vertretung bei der EU im Dezember 2010.

Die Villa wurde 1905 als Wohnhaus des Direktors der Forschungseinrichtung und seiner Familie erbaut. Seit dem Umbau beherbergt das Gebäude Büro- und Besprechungsräume für die Mitarbeiter der Bayerischen Vertretung.

### Marstall
Das Gebäude des Marstalls wurde zwischen 1903 und 1905 erbaut und als Pferdestall des Forschungsinstituts genutzt. Seit dem Umbau beherbergt das Gebäude eine Bierstube, eine Küche, Büroräume, sowie einen großen Veranstaltungssaal („Saal Jules Bordet“) und einen kleinen Veranstaltungssaal („Saal Paul Bordet“), die zusammen Platz für ca. 300 Besucher bieten.